# Famille Maffetti
 (août 2024).
La famille Maffetti (ou Mafetti) est une famille patricienne de Venise, qui fait partie de la noblesse de Bergame et de Brescia.
Elle est agrégée à la noblesse vénitienne en 1654 en payant la taxe de guerre de 100 000 ducats.

## Armes

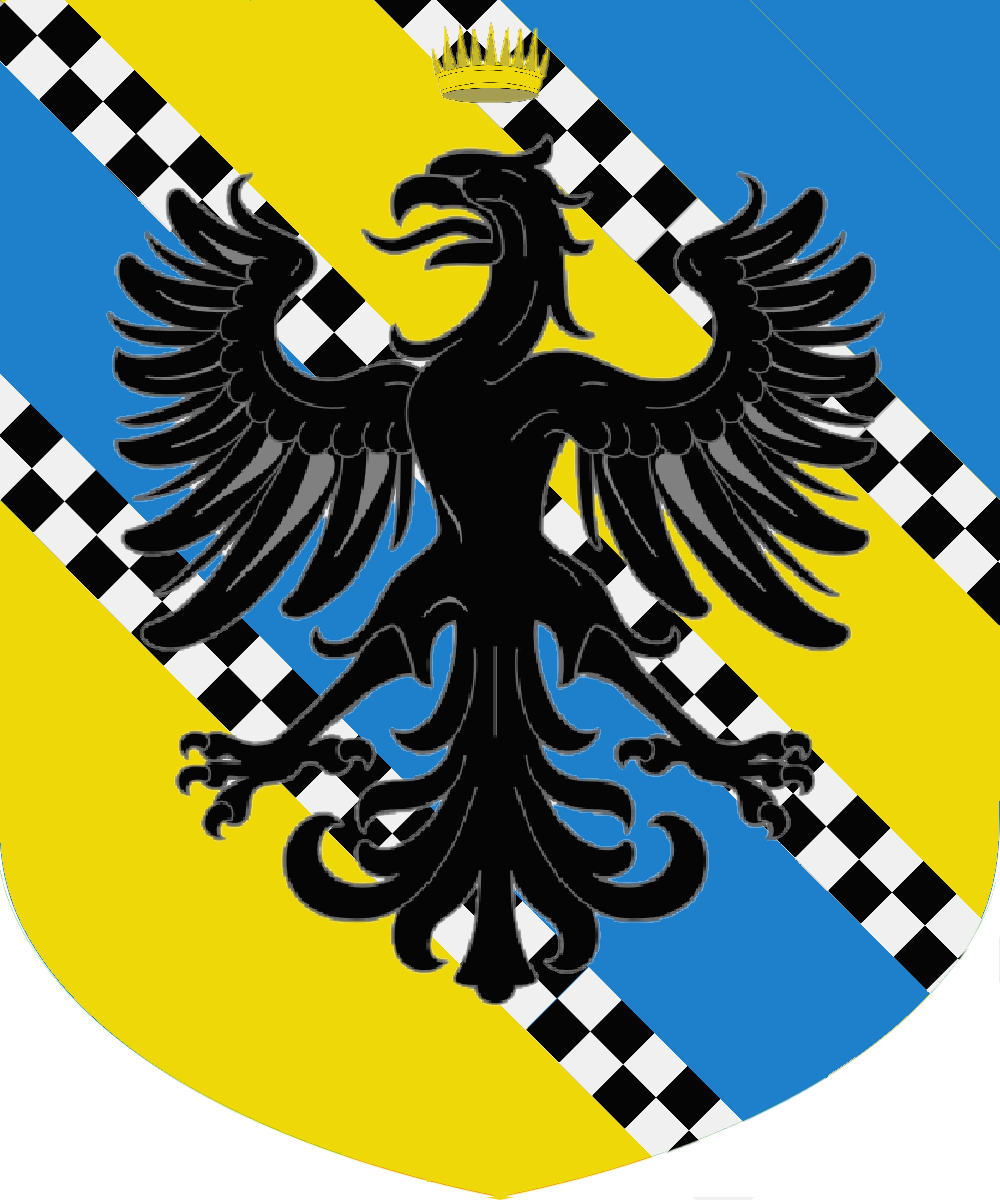
armes des Mafetti

Les armes des Maffetti se blasonnent ainsi bandé d'azur et d'or de quatre pièces, à trois cotices échiquetées d'argent et de sable, brochant sur les lignes de division, à l'aigle de sable, couronnée d'or, brochant sur le tout.

## Demeures
- Palais Maffetti
- Palais Maffetti Tiepolo